# Ludvík I. Württemberský
Ludvík I. Württemberský (asi 1098–1158) byl švábský hrabě, vládnoucí v letech 1143–1158 na hradu Wirtemberg.

## Život
Narodil se jako syn hraběte Konráda II. Württemberského a jeho manželky Hadelwigy. Společně se svým bratrem Emichem se v letech 1139–1154 objevoval na dvoře krále Konráda III. a císaře Fridricha I. Barbarossy. Pravděpodobně byl rychtářem kláštera v Denkendorfu.
Zemřel roku 1158.